# Icaridine
L'icaridine, également connue sous le nom picaridine, KBR 3023, désignée par l'INCI hydroxyethyl isobutyl piperidine carboxylate, est un répulsif d'insectes. Inodore et quasiment incolore, il fait preuve d'une grande efficacité contre la plupart des insectes.
La désignation picaridine a été proposée comme Dénomination commune internationale (DCI) par l'organisation mondiale de la santé (OMS), mais le nom officiel qui a été approuvé par l'OMS est l'icaridine. Le composé a été développé par la société chimique Bayer qui lui a donné le nom de Bayrepel. En 2005, Lanxess AG et sa filiale  Saltigo GmbH ont été séparées de Bayer et en 2008 le produit a été rebaptisé Saltidin .